# キルマーノック
キルマーノック (Kilmarnock) は、スコットランド・イースト・エアシャーの首都で、バラである。2007年の人口は44,734人で、スコットランドでは14番目、エアシャーではエアーについで、2番目に大きな街であった。
町の東地区をアーバイン川が流れている。
キルマーノックはしばしば「キリー(Killie)」と呼ばれ、特にサッカーの話題で使用される。
1786年にスコットランドの詩人ロバート・バーンズの最初の詩のコレクションがキルマーノックで出版された。
また、世界的に有名なウィスキーのブランドのジョニー・ウォーカーは、この町に起源を持つ。

## スポーツ
- キルマーノックFC - キルマーノックにある競技場のラグビー・パークをホームグラウンドに持つ、スコティッシュ・プレミアリーグに所属するサッカーのクラブチームである(2020-21シーズン現在)。

## 姉妹都市
- フランス アレス (ガール県)
- ベルギー エルスタル
- フランス ジュエ＝レ＝トゥール
- ドイツ クルムバッハ
- スペイン サンタ・クローマ・ダ・グラマネート